# Campeonato Guianense de Futebol de 2016-17
A GFF Elite League 2016-17 foi a 16ª edição do Campeonato Guianense de Futebol. Foi organizada pela Federação de Futebol da Guiana (GFF).
O campeão do torneio foi o Guyana Defence Force FC, que classificou-se para o Caribbean Club Shield de 2018.

## Equipes participantes
Após o sucesso da primeira edição da nova liga, a GFF decidiu expandir o número de participantes de 8 para 10 times nesta nova temporada. 
No entanto, seis times da liga se opuseram a esta decisão e, não havendo acordo, quatro deles decidiram retirar-se da competição antes de seu início. Entre eles, estavam o campeão e o vice-campeão da edição anterior do torneio, Slingerz FC e Alpha United. 
Desta forma, apenas 6 times participaram nesta temporada.
| Time                    | Cidade     |
| ----------------------- | ---------- |
| Buxton United FC        | Buxton     |
| Fruta Conquerors        | Georgetown |
| Guyana Defence Force FC | Georgetown |
| Monedderlust FC         | Zee Lust   |
| Topp XX FC (N)          | Linden     |
| Victoria Kings FC (N)   | Georgetown |

## Regulamento
As equipes jogaram todas entre si em sistema de turno e returno, seguindo-se o calendário europeu. Ao final, o time com maior pontuação seria proclamado o campeão da temporada. Nesta segunda edição, as duas piores equipes na classificação final foram rebaixadas.

## Primeiro turno
O primeiro turno do campeonato, chamado de Genisis, foi disputado entre 20 de novembro e 12 de dezembro de 2016. O mesmo também serviu como qualificatório para o League Leaders Tournament, um torneio à parte promovido pela GFF.

### Classificação
| # | Equipa                | J | V | E | D | GP | GC | SG  | Pts | Classificação                                  |
| - | --------------------- | - | - | - | - | -- | -- | --- | --- | ---------------------------------------------- |
| 1 | GDF (Q)               | 5 | 5 | 0 | 0 | 21 | 4  | +17 | 15  | Classificados para o League Leaders Tournament |
| 2 | Fruta Conquerors (Q)  | 5 | 3 | 1 | 1 | 10 | 4  | +6  | 10  | Classificados para o League Leaders Tournament |
| 3 | Victoria Kings FC (Q) | 5 | 2 | 2 | 1 | 5  | 9  | −4  | 8   | Classificados para o League Leaders Tournament |
| 4 | Buxton United FC (Q)  | 5 | 2 | 0 | 3 | 8  | 10 | −2  | 6   | Classificados para o League Leaders Tournament |
| 5 | Monedderlust          | 5 | 1 | 0 | 4 | 5  | 12 | −7  | 3   |                                                |
| 6 | Topp XX               | 5 | 0 | 1 | 4 | 3  | 13 | −10 | 1   |                                                |

Última atualização em 23 de julho de 2023
Fonte: Soccerway
Regras para classificação: 1º pontos; 2º saldo de gols; 3º gols pró.
(C) = Campeão; (R) = Rebaixado; (P) = Promovido; (O) = Vencedor do play-off; (A) = Classificado para a próxima fase. 
Somente aplicável se a temporada não tiver terminado: 
(Q) = Classificado para a fase do torneio indicada; (TQ) = Classificado para o torneio, mas não para a fase indicada; (DQ) = Desclassificado do torneio.

## Segundo turno
O segundo turno do campeonato, chamado de Finale, foi disputado entre 18 e março e 14 de maio de 2017. Nele, as seis equipes jogaram novamente entre si, e o primeiro colocado da tabela, Guyana Defence Force FC, ficou com o título.

### Classificação final
| # | Equipa            | J  | V | E | D | GP | GC | SG  | Pts | Classificação                      |
| - | ----------------- | -- | - | - | - | -- | -- | --- | --- | ---------------------------------- |
| 1 | GDF (C)           | 10 | 9 | 0 | 1 | 36 | 8  | +28 | 27  | Campeão                            |
| 2 | Fruta Conquerors  | 10 | 8 | 1 | 1 | 25 | 7  | +18 | 25  | Salvos                             |
| 3 | Victoria Kings FC | 10 | 4 | 2 | 4 | 13 | 22 | −9  | 14  | Salvos                             |
| 4 | Buxton United FC  | 10 | 4 | 1 | 5 | 18 | 17 | +1  | 13  | Salvos                             |
| 5 | Topp XX (R)       | 10 | 1 | 2 | 7 | 10 | 29 | −19 | 5   | Rebaixados para as Ligas Regionais |
| 6 | Monedderlust (R)  | 10 | 1 | 0 | 9 | 8  | 27 | −19 | 3   | Rebaixados para as Ligas Regionais |

Última atualização em 23 de setembro de 2017
Fonte: Soccerway
Regras para classificação: 1º pontos; 2º saldo de gols; 3º gols pró.
(C) = Campeão; (R) = Rebaixado; (P) = Promovido; (O) = Vencedor do play-off; (A) = Classificado para a próxima fase. 
Somente aplicável se a temporada não tiver terminado: 
(Q) = Classificado para a fase do torneio indicada; (TQ) = Classificado para o torneio, mas não para a fase indicada; (DQ) = Desclassificado do torneio.

## Premiação
| Campeonato Guianense de Futebol de 2016-17  |
| Guiana                                      |
| ------------------------------------------- |
| Guyana Defence Force FC Campeão (1º título) |